# Мартыненко, Олег Григорьевич
Оле́г Григо́рьевич Мартыне́нко (12 марта 1936, Краматорск — 1 декабря 2012, Минск) — советский и белорусский физик. По национальности — украинец. Академик Национальной академии наук Беларуси (1991; член-корреспондент с 1989), доктор технических наук (1973), профессор (1978). Заслуженный деятель науки Белоруссии (2001). Брат механика Юрия Мартыненко (1945—2012).

## Биография
Мартыненко родился в Краматорске (Украина), получил образование в Московском автодорожном институте и Чешском высшем техническом училище. С 1963 г. он работал в Институте тепло- и массообмена им. А. В. Лыкова АН БССР, с 1966 г. — в качестве заведующего лабораторией и заместителя директора, в 1988—2003 гг. — в должности директора института. Одновременно преподавал в БГУ, заведовал кафедрой теплофизики физического факультета БГУ (1988—1997), являлся главным редактором «Инженерно-физического журнала» (1988—2003).
Мартыненко являлся инициатором ряда научных программ и проектов в области энергетики. Он был руководителем создания Концепции развития атомной энергетики в Республике Беларусь, возглавлял НПРП «Энергетическая стратегия» Министерства энергетики Республики Беларусь. Среди его учеников — 6 докторов и 37 кандидатов наук.

Могила Мартыненко на Восточном кладбище Минска.

Похоронен на Восточном кладбище в Минске.

## Научная деятельность
Научные работы Мартыненко посвящены теплофизике. Получили известность его работы по конвективному теплообмену, распространению лазерного излучения в турбулентной атмосфере (аэротермооптика), вихревому течению жидкости, процессам образования диссипативных структур, переносу тепла и излучения в гетерогенных средах, методам расчёта и создания теплообменных устройств.
В 2003 году «за разработку научных основ, создание и внедрение новых энергоэффективных тепломассообменных технологий и оборудования для энергетического комплекса и других отраслей народного хозяйства» Мартыненко был удостоен Государственной премии Республики Беларусь.

## Награды
- Государственная премия Республики Беларусь в области науки и техники (2003)[1]

## Публикации
Мартыненко является автором свыше 100 изобретений и 400 научных работ, среди которых:
- Колесников П. М., Колпащиков В. Л., Мартыненко О. Г. Введение в теорию конвективных газовых линз. — Минск: Наука и техника, 1972.
- Мартыненко О. Г., Соковишин Ю. А. Теплообмен смешанной конвекцией. — Минск: Наука и техника, 1975.
- Березовский А. А., Мартыненко О. Г., Соковишин Ю. А. Асимптотические методы в теории свободно-конвективного теплообмена. — Минск: Наука и техника, 1979.
- Соковишин Ю. А., Мартыненко О. Г. Введение в теорию свободно-конвективного теплообмена. — Л.: Изд-во Ленингр. ун-та, 1982.
- Мартыненко О. Г., Семёнов А. Г., Соковишин Ю. А. Параметрические методы в свободной конвекции. — Минск: Наука и техника, 1984.
- Мартыненко О. Г., Коровкин В. Н., Соковишин Ю. А. Теория ламинарных вязких струй. — Минск: Наука и техника, 1979.
- Справочник по теплообменникам / Под ред. О. Г. Мартыненко. — Минск: Наука и техника, 1987.